# نظام شجرة المعرفة

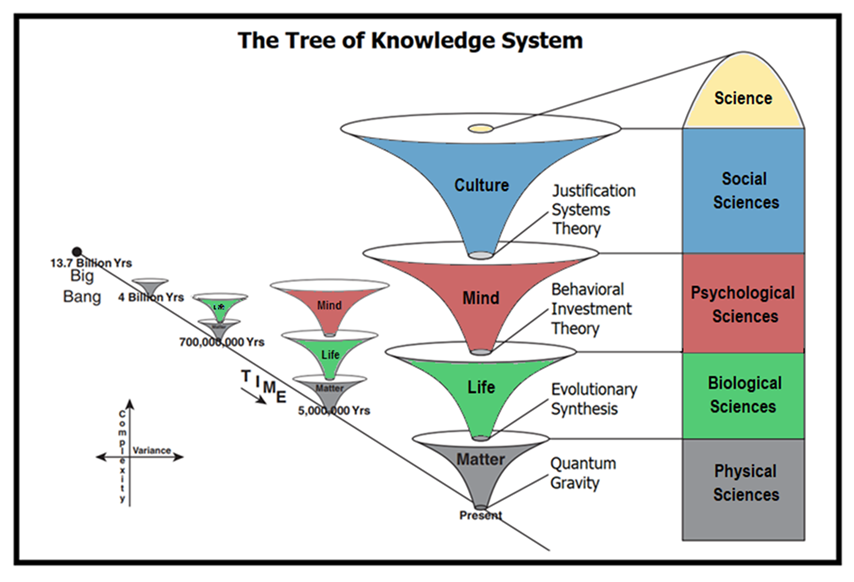
نظام شجره المعرفه

نظام شجرة المعرفة هو خريطة جديدة للتاريخ الكبير تتبع التطور الكوني عبر أربعة مستويات مختلفة من الوجود، وهي المادة، والحياة، والعقل، والثقافة. رُسمت في ميادين العلوم الفيزيائية والأحيائية والنفسية والاجتماعية. وَضع نظام شجرة المعرفة غريك هنريكيز، وهو أستاذ وعضو أساسي في هيئة التدريس في برنامج الدكتوراه المتكامل في علم النفس السريري والمدرسي في جامعة جيمس ماديسون. نظام شجرة المعرفة هو جزء من نظرية موحدة أكبر للمعرفة وصفها هنريكيز بأنها فلسفية وإنسانية علمية متوافقة مع القرن الحادي والعشرين.
يصف الموقع الرسمي لنظرية المعرفة الموحدة نظام شجرة المعرفة على النحو التالي: تُعرف نظرية المعرفة العلمية بالعارف البشري بالنسبة إلى ما هو معروف. يحقق هذا الإنجاز الجديد من طريق حل مشكلة علم النفس وخَلق رؤية متوافقة من المشهد العلمي. يحقق ذلك من طريق تقسيم تطور التعقيد السلوكي إلى أربع مستويات مختلفة من الوجود. تصف شجرة المعرفة العلوم الطبيعية التجريبية الحديثة؛ نوع من نظام التبرير الذي يعمل على تحديد التعقيد والتغيير.
نُشِرَ مخطط نظام شجرة المعرفة لأول مرة في عام 2003 في مراجعة علم النفس العام. خُصّص عددان خاصان من مجلة علم النفس السريري، في ديسمبر 2004، ويناير 2005، لتطوير وتقييم النموذج. في 2008، صَدَر عدد خاص من النظرية وعلم النفس كانت مخصصة لنظام شجرة المعرفة. في 2001، نشر هنريكيز كتابًا جديدًا، النظرية الموحدة لعلم النفس. في العام نفسه أطلق أيضًا نظرية المعرفة: نهج موحد لعلم النفس والفلسفة في علم النفس اليوم، التي لاتزال نشطة. هنالك أيضًا نظرية مجتمع المعرفة وقوائم المناقشة المخصصة لمناقشة أعمال هنريكيز وغيرها من وجهات نظر الصورة الكبيرة.
في بعض النواحي، يعكس نظام شجرة المعرفة تسلسلًا هرميًا مشتركًا إلى حد ما للطبيعة والعلوم، التي تمثله بطريقة أو بأخرى، منذ وقت أوغست كونت، الذي استخدم في القرن التاسع عشر المفهوم الهرمي للطبيعة للدفاع عن وجود علم الاجتماع. لها أوجه تشابه واضحة مع مفهوم أرسطو لمقاييس الطبيعة والمستويات الأربعة الأولى من سلسلة الكينونة العظمى.
على الرغم من بعض التداخل مع عدد من المخططات التقليدية، يُنظر إلى نظام شجرة المعرفة بأنها نظرية جديدة لكل من الواقع البوقي ومعرفتنا العلمية لهذا الواقع. من أهم سمات شجرة المعرفة كيفية تمثيلها الواقع المؤلف من أربعة مستويات مختلفة للوجود. النظرية هي أن كل من المادة والحياة والعقل والثقافة تمثل مناظر طبيعية تكيفية معقدة، تُنظم بمعالجة المعلومات الناشئة وأنظمة الاتصالات. خصوصًا، ال دي إن آي/ أر إن آي تخزن المعلومات عند معالجتها من قِبل الخلايا التي تشارك في الاتصال بين الخلايا لخلق مستوى من الوجود يسمى الحياة. وبالمثل، فإن الدفاع والجهاز العصبي يخزنان ويعالجان المعلومات في الحيوانات، التي تشارك في شبكات الاتصالات على مستوى تكيفي معقد يُسمى العقل. وأخيرًا، يولد التخزين اللغوي والمعالجة والتواصل بين البشر ظهور المستوى الثقافي/الشخصي للوجود.
مستويات الوجود القابلة للفصل أو أبعاد حجة التعقيد هي إحدى أهم جوانب النظام. قد يجادل الكثيرون بأن الطبيعة مرتبة هرميًا، مثلًا، قد تكون قائمة مثل هذه المستويات جسيمات دون ذرية، وذرات، وجزيئات، وخلايا، وهياكل أعضاء، وكائنات متعددة الخلايا، والوعي، والمجتمع أمر شائع. يتبنى نظام شجرة المعرفة نظرة مستويات الطبيعة، ولكنه يضيف فكرة أن هنالك أيضًا أبعاد تعقيد قابلة للفصل. ويصبح الفرق واضحًا خاصةً في تمديد نظام شجرة المعرفة في الجدول الدوري للسلوك. ويبين الجدول الدوري للسلوك أنه يمكن ترتيب العلوم الطبيعية من جهة الأبعاد الأساسية الأربعة (المادة والحياة والعقل والثقافة)، وثلاثة مستويات أساسية من التحليل (الجزء والكل والمجموعة). ويبين بي تي بي أيضًا أن السلوك هو مفهوم مركزي في العلوم. من الناحية النظرية، ينظر علماء الطبيعة إلى العالم من طريق عدسة سلوكية لشخص ثالث. علم الوجود، يدور العلم حول رسم خرائط أنواع مختلفة من السلوكيات، التي تحدث في الطبيعة على مستويات وأبعاد مختلفة من التحليل.